# Scinax altae
A Scinax altae a kétéltűek (Amphibia) osztályának békák (Anura) rendjébe és a levelibéka-félék (Hylidae) családjába tartozó faj.

## Előfordulása
A faj Panama endemikus faja. Természetes élőhelye a szubtrópusi vagy trópusi száraz erdők, nedves szavanna, szubtrópusi vagy trópusi száraz bozótosok, időszaki édesvizű mocsarak, ültetvények, kertek, lepusztult erdők. A fajt élőhelyének elvesztése fenyegeti.